# Клюшно
Клюшно — деревня в Великолукском районе Псковской области России. Входит в состав сельского поселения «Букровская волость».
Расположена на северо-востоке района, у правого прибрежья реки Кунья, в 31 км к северо-востоку от центра города Великие Луки и в 7 км к югу от волостного центра Букрово-2.

## Население
Численность населения по оценке на 2000 год составляла 2 человека, на 2010 год — 5 человек.